# دوقية بزيغ

شعار دوقية بريغ

دوقية بزيغ (بالبولندية: Księstwo Brzeskie)؛ أو دوقية بريج (بالألمانية: Herzogtum Brieg؛ بالتشيكية : Knížectví břežské)؛ كانت إحدى دوقيات سيليزيا، أُنشئت عام 1311 أثناء تقسيم دوقية ليغنيتسا، أصبحت إقطاعية بوهيمية منذ عام 1329، وحكمها أفراد من أسرة بياست السيليزيون حتى انقراضهم عام 1675، كانت عاصمتها بزيغ الواقعة في سيليزيا السفلى.